# Yosenabe
Yosenabe (寄せ鍋) est une fondue japonaise composée d'un bouillon clair, de tofu, de salade, de viande (poulet et porc) et de poisson.